# 前野義高
前野 義高（まえの よしたか）は、室町時代から安土桃山時代（戦国時代）にかけての武将・土豪。通称：長兵衛。桶狭間の戦い後の梅ヶ坪城攻めの際に討死する。織田信長の弓衆。

## 人物
義高は、尾張国の土豪・前野家の前野長義の四男に生まれる。元服後は織田家に仕えて幾つもの戦場を駆け抜け、侍大将に取り立てられ、弓衆となる。主君信長が桶狭間の戦いで今川義元を討ち取り、勢いに乗って三河国を攻めた際、義高は平井久右衛門らとともに梅ヶ坪城を攻めた。戦ははじめ激しい弓戦になり、その後城兵が打って出て激しい白兵戦となった。義高も自ら先陣を切って奮戦したが討死した。平井久右衛門はその強弓を敵味方から賞賛され、信長から褒美を与えられた。

## 氏族
前野氏は、桓武天皇皇子の良岑安世を始祖とする良岑氏の派生系統で、良岑高成(原高成)の子である前野高長が尾張国丹羽郡前野村（現在の愛知県江南市前野町～大口町辺り）に移り住んで前野を自称し、その曽孫である前野時綱が正式に名乗ったのが始まりとされている。

## 系譜
- 父：前野長義
- 兄弟：前野正義、前野宗康、前野時氏、前野義高
  - 男子：前野長右衛門
  - 男子：前野義康
  - 男子：前野五左衛門
  - 男子：前野兵右衛門
  - 女子：土方信治室（土方雄久母）[2]

義高の娘は土方雄久の生母とされており、雄久の娘が織田信長の側室となって織田信貞を産んだため、信貞の母方の高祖父にあたる。